# Arrest Dorpshuis Kamerik
Het arrest De Rijk/Dorpshuis Kamerik (HR 8 januari 1982, NJ 1982/614) ook bekend als arrest Dorpshuis Kamerik en natronloog-arrest, is een arrest van de Nederlandse Hoge Raad dat betrekking heeft op aansprakelijkheid voor letselschade uit onrechtmatige daad.

## Samenvatting
Een vuilnisophaler gooit een vuilniszak met daarin een emmertje natronloog in de vuilniswagen. Hij krijgt een straal natronloog in zijn gezicht, met blijvend oogletsel tot gevolg. De vuilniszak was door een medewerker van het dorpshuis bij het vuilnis aan de straat gezet. Hoewel het op deze manier ontstaan van letsel zeer onwaarschijnlijk is, moet het door de medewerker veroorzaakte gevaar van blootstelling aan de bijtende stof worden gekwalificeerd als onrechtmatig. Het was immers niet moeilijk om gepaste maatregelen te treffen. Bij twijfel over de inhoud van de emmer had iemand van het dorpshuis de vuilnisman moeten waarschuwen. Het dorpshuis is aansprakelijk uit onrechtmatige daad.

## Casus
Een emmertje met een voor hen onbekende vloeistof --het was natronloog-- verpakt in een doos en een vuilniszak is door een medewerker van het dorpshuis De Schulenburch in Kamerik bij het vuilnis aan de straat gezet. Natronloog is een bijtende chemische stof. De vuilnisophaler deponeert de vuilniszak in de vuilniswagen en krijgt, door een onvolmaakte werking van het mechaniek van de vuilnisauto, een straal natronloog in zijn gezicht, met blijvend oogletsel tot gevolg.

## Procesgang
De HR beslist --in tegenstelling tot het hof-- dat sprake is van onrechtmatigheid, omdat niet voldoende is beantwoord aan de zorgvuldigheidsnorm.

## Hoge Raad
De Hoge Raad achtte de handelwijze van het dorpshuis, dat het emmertje had klaargezet, onzorgvuldig. Het deed er daarbij niet toe, dat de wijze waarop de schade zich in concreto realiseerde uiterst onwaarschijnlijk was. De Hoge Raad overwoog:

... de in gevallen als deze in acht te nemen zorgvuldigheid brengt naar haar aard mee, dat het er, voor aansprakelijkheid jegens degeen die door het in aanraking komen met de gevaarlijke vloeistof letsel oploopt, in beginsel niet toe doet of de wijze waarop het letsel door aanraking met de stof in het gegeven geval precies is veroorzaakt, voorzienbaar was voor de partij die de betreffende zorgvuldigheidsnorm niet in acht heeft genomen.

Ook op andere manieren had er een ongeluk kunnen gebeuren met het emmertje met natronloog, bijvoorbeeld als kinderen of dieren in de vuilnis zouden gaan snuffelen. Niet de waarschijnlijkheid van deze concrete schade is beslissend, maar de waarschijnlijkheid van ongelukken die in het algemeen zijn te verwachten van het zonder nadere maatregelen gereedzetten van een vuilniszak met een onbekende vloeistof.